# Зупинка громадського транспорту

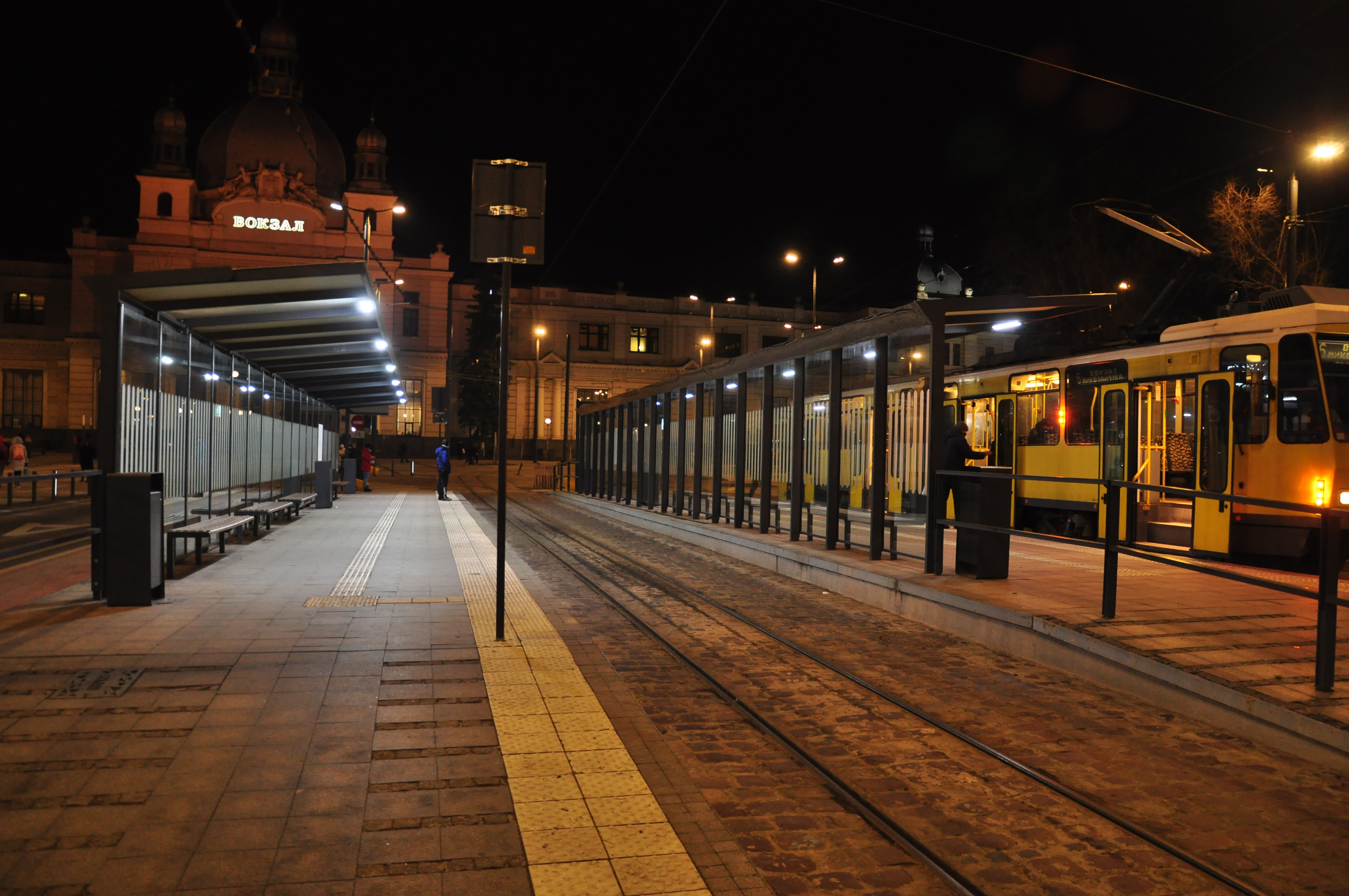
Трамвайна зупинка на площі Двірцевій у Львові

Зупинка громадського транспорту — спеціально відведене й обладнане місце, призначене для посадки/висадки пасажирів громадського транспорту (автобусів, тролейбусів, трамваїв, маршрутних таксі).

## Складові елементи

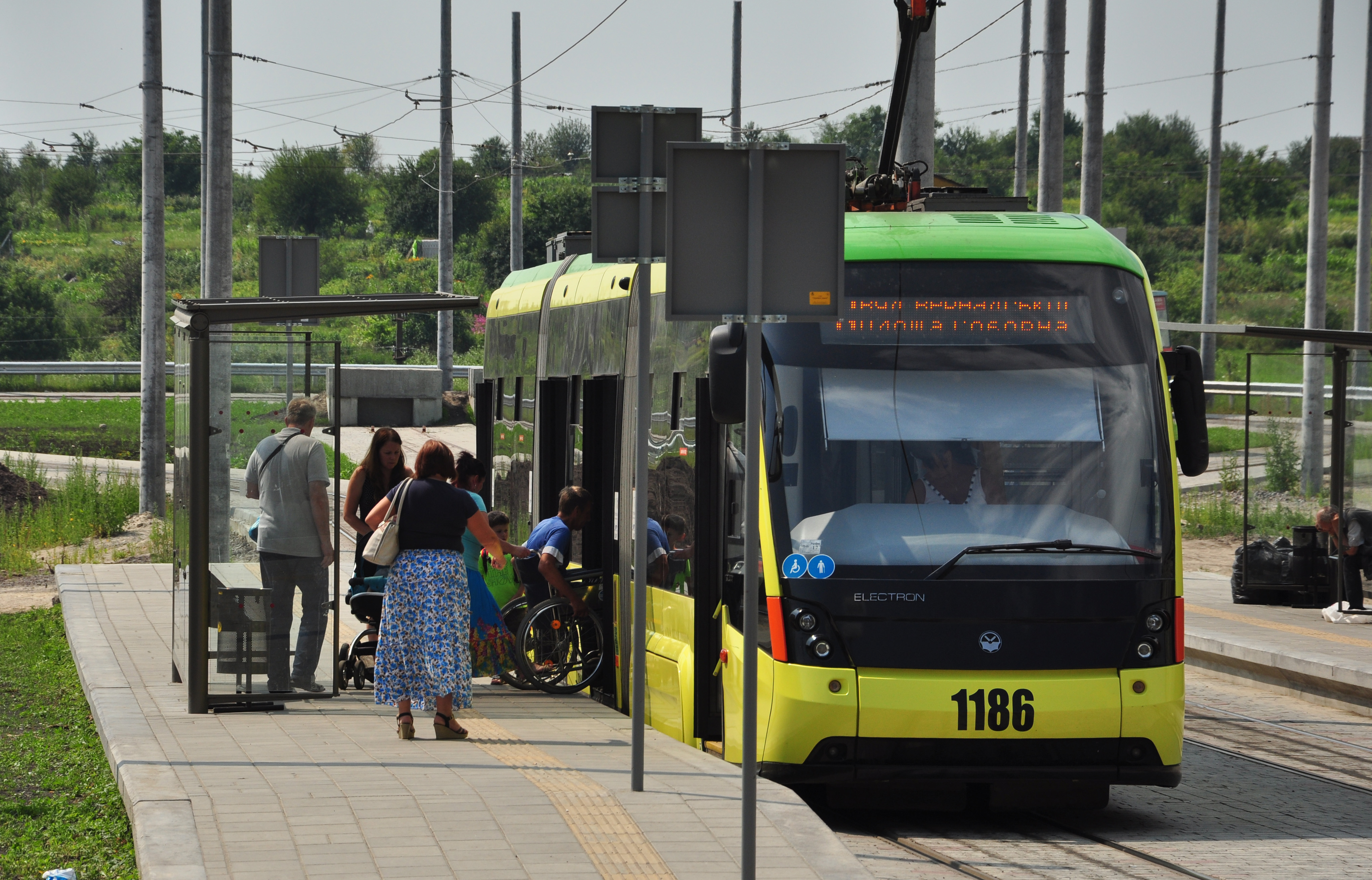
Інклюзивна трамвайна зупинка на лінії трамвая на Сихів, Львів

Зупинки громадського транспорту мають бути обладнані:
- зупинковим майданчиком;
- посадковим майданчиком;
- навісом або іншою спорудою з дахом та стінами для захисту від дощу, снігу, вітру, пилу;
- лавкамиАвтобусна зупинка в ГданськуІнформаційний стенд з номерами маршрутів та назвою зупинки, ЛейпцигЕлектронне табло прибуття на трамвайній зупинці, Лейпциг
- урною для сміття

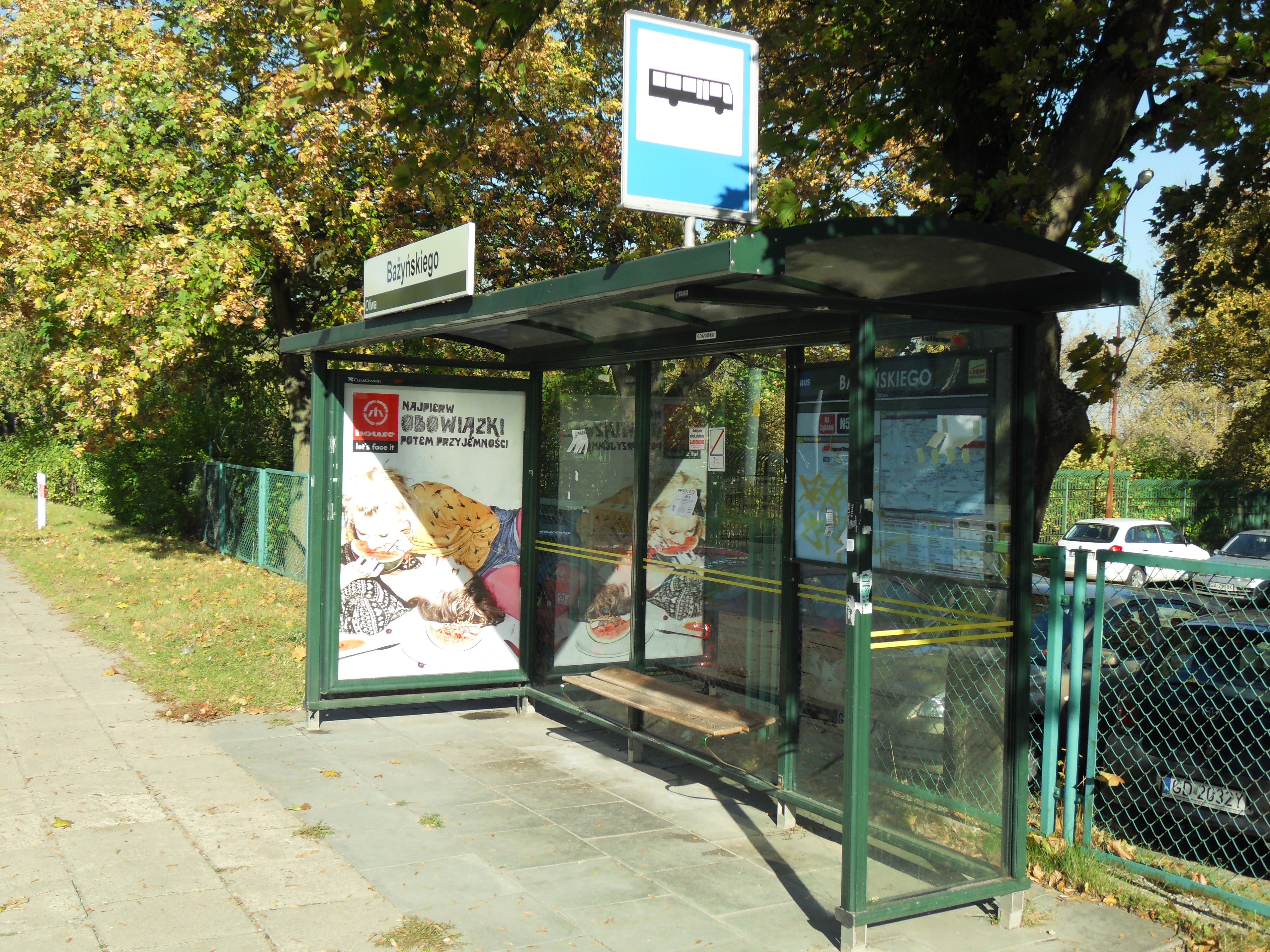
Автобусна зупинка в Гданську

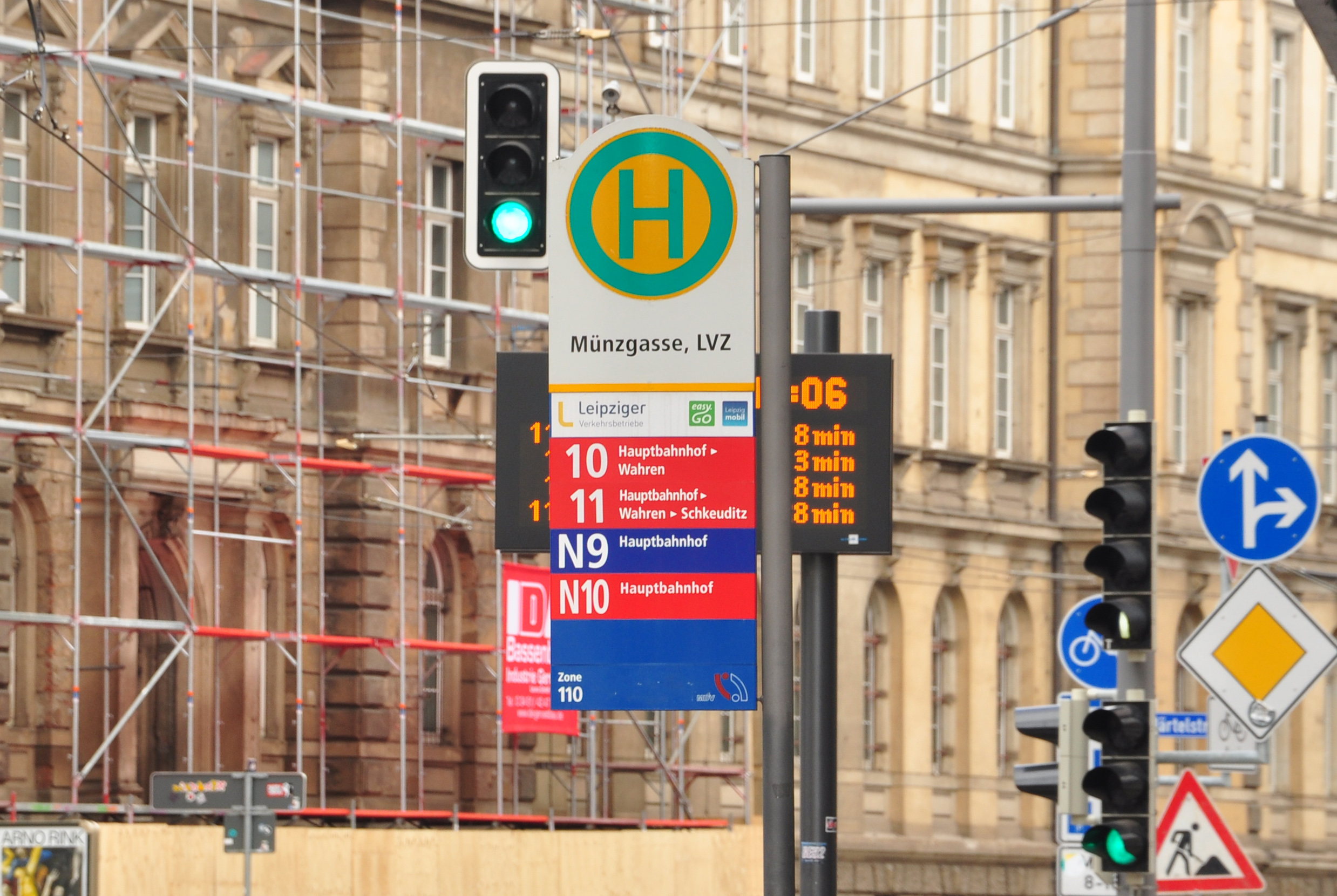
Інформаційний стенд з номерами маршрутів та назвою зупинки, Лейпциг

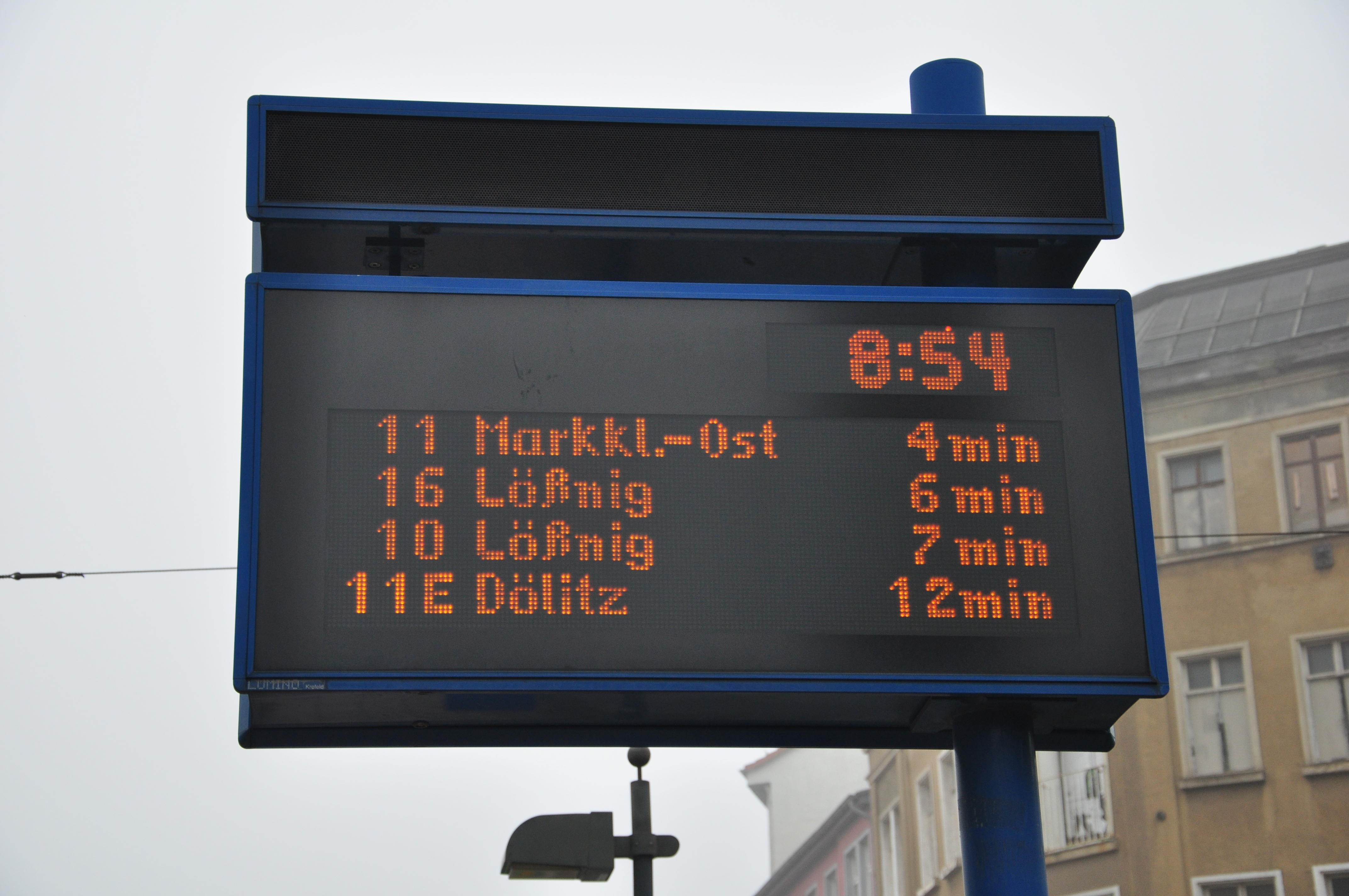
Електронне табло прибуття на трамвайній зупинці, Лейпциг

- розкладом руху маршрутів, номерами маршрутів, також можуть доповнюватися електронним табло, яке відображає час до прибуття транспорту (у реальному часі);
- відповідними дорожніми знаками;
- пішохідними доріжками та тротуарами з твердим покриттям від посадокового майданчика до прилеглих тротуарів та пішохідних переходів;
- освітленням;
- тактильною плиткою контрастного кольору для полегшення орієнтації незрячих та людей з поганим зором.

Окрім цього за потреби зупинки можуть бути доповнені:
- туалетом
- пунктом продажу квитків

## Вимоги до зупинок

### Посадковий майданчик

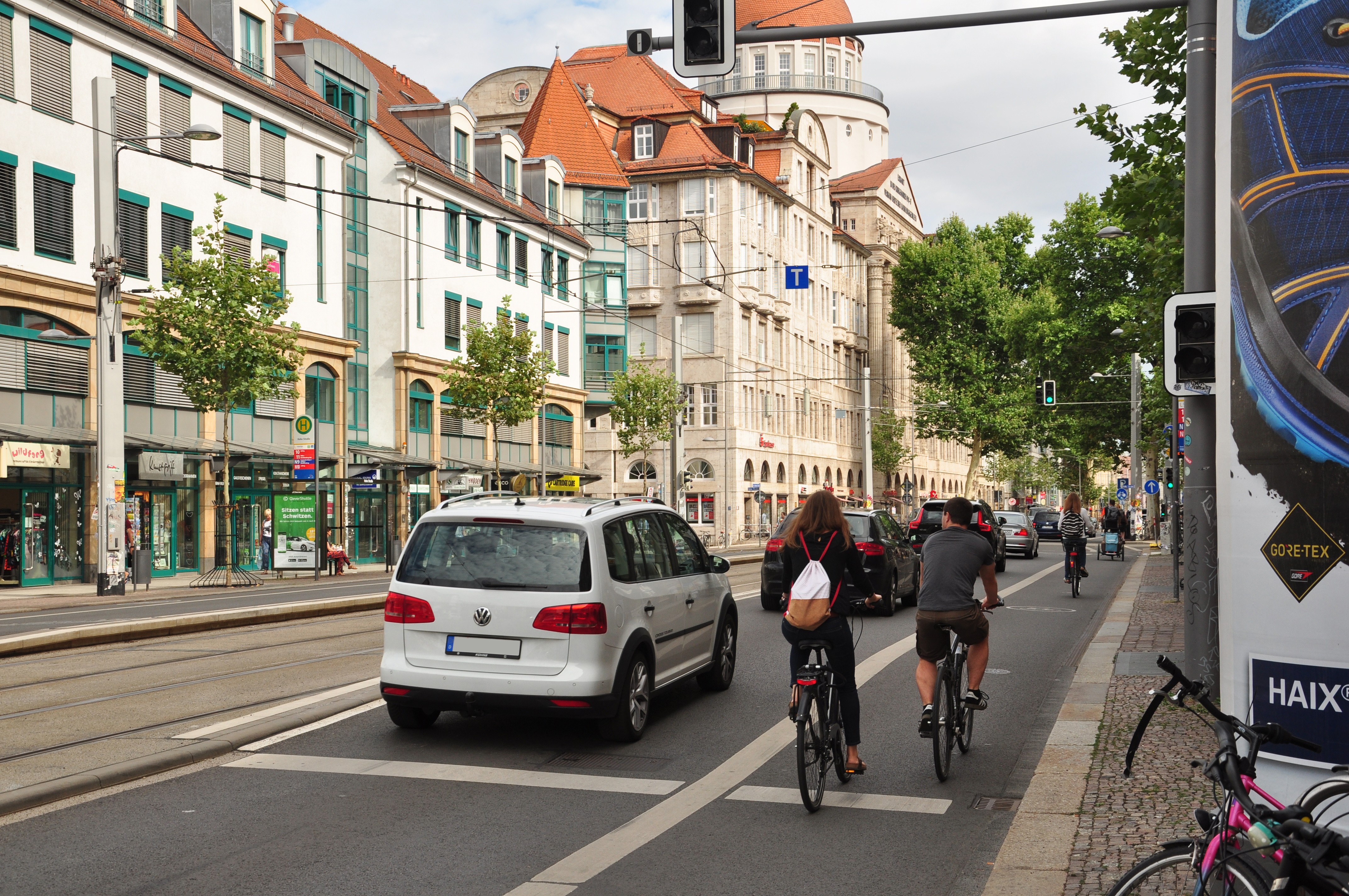
Платформа віденського типу під час руху транспорту. Видно світлофор, який зупиняє транспорт при наближенні трамвая, Лейпциг

Посадковий майданчик зупинки громадського транспорту повинен бути підвищений на 0,2 м над рівнем проїзної частини (для зупинок, які обслуговують нерейковий транспорт), або бути на рівні першої сходинки (для зупинок, які обслуговують лише трамвайні маршрути). При спільному використанні зупинки рейковим та нерейковим транспортом висота посадкового майданчика повинна бути 0,2 м.  
У Львові у 2019 році після закупівлі великої партії трамвайних вагонів Tatra KT4-DM було затверджено висоту влаштування трамвайних посадкових майданчиків на рівні 25 см у зв'язку з конструктивними особливостями їхнього механізму відкривання дверей. 
Поверхня посадкового майданчику повинна мати тверде покриття на довжину не меншу довжини зупинкового майданчика та ширину не менше ніж 2 м. Відстань від конструкцій павільйону/навісу для пасажирів до крайки проїзної частини  повинна бути не менше ніж 2 м.
Посадковий майданчик обов'язково повинен мати зручне та інклюзивне сполучення з прилеглими пішохідними доріжками.

### Павільйон зупинки
Павільйон зупинки повинен:
- захищати людей від несприятливих погодних явищ (дощу, снігу, поривів вітру, прямого сонячного світла);
- забезпечувати видимість за лінією «пасажир — транспортний засіб» в обох напрямках;
- бути стійким до вандалізму та погодних умов;
- забезпечувати можливість соціального контролю та проглядність;
- забезпечувати комфортність перебування на зупинці, зокрема стояння, сидіння;
- надавати інформацію про маршрути та розклади руху тощо.

## Типи зупинок
За способом організації у вуличному просторі зупинки можна розділити на такі основні типи:
| Фото | Типи зупинок                                     | Опис |
| ---- | ------------------------------------------------ | --- |
|      | Зупинка на тротуарі без заїзної кишені.          | Оптимальна для використання на немагістральних вулицях або у поєднанні з виділеними смугами громадського транспорту. За рахунок мінімуму необхідних маневрів робить зупинку громадського транспорту максимально простою та швидкою. З точки зору пасажира зручна тим, що дозволяє входити до громадського транспорту безпосередньо з тротуару.                                                          |
|      | Зупинка на тротуарі із заїзною кишенею           | Також дозволяє пасажирам входити до громадського транспорту безпосередньо з тротуару, але у стиснених умовах може призвести до критичного звуження тротуару. Потребує більше маневрування та часу при заїзді транспорту до зупинки. При значному потоці транспорту можуть виникати затримки із поверненням транспорту до смуги руху.                                                                    |
|      | Зупинка на антикишені                            | У поєднанні зі смугою паркування дозволяє громадському транcпорту зупинятися з мімінумом маневрування. Дозволяє знайти місце для розміщення зупинки громадського транспорту у стиснених умовах при недостатній ширині тротуарів. |
|      | Зупинка віденського типу (припіднята смуга руху) | Найчастіше використовується на трамвайних лініях з центральним розміщенням колій, коли ширини вулиці недостатньо для влаштування острівної зупинки. Безбар'єрний вхід у громадський транспортзабезпечується за рахунок підняття смуги руху до рівня входу громадського транспорту. Бажано використовувати у поєднанні зі світлофором, який зупинятиме рух транспорту при наближенні трамвая до зупинки. |
|      | Острівна зупинка                                 | Облаштовується окремо від основного тротуару та відділяється від нього смугами руху приватного транспорту. Острівні зупинки використовуються при центральному (осьовому) розташуванні смуги руху громадського транспорт та можуть обслуговувати, як трамвайні, так і автобусні чи тролейбусні маршрути.                                                                                                 |

## Зупинки як мистецькі об'єкти
На території України автобусні зупинки часто мають індивідуальний характер, відрізняючись як за оформленням, так і за формою. Такі зупинки в 1960-1990-х рр. оформлялися художниками або студентами художніх освітніх закладів у різних техніках (живопис, мозаїка, барельєф тощо) і є цікавими для мистецтвознавців та краєзнавців.

## Стандарти та регулювання
Користування зупинками транспортних засобів регулюється Правилами дорожнього руху, що затверджуються Кабінетом Міністрів України.
На сьогодні в Україні не існує єдиного національного стандарту (настанов, довідника) щодо проектування та будівництва зупинок громадського транспорту. Проектування та будівництво зупинок громадського транспорту в Україні регламентується кількома документами прямо та опосередковано:
1. НАКАЗ ДЕРЖАВНОГО КОМІТЕТУ УКРАЇНИ ПО ЖИТЛОВО-КОМУНАЛЬНОМУ ГОСПОДАРСТВУ N 21 від 15.05.95 "Про затвердження Правил розміщення та обладнання зупинок міського електро- та автомобільного транспорту"[4]
2. ДБН В.2.3-5:2018 "Вулиці та дороги населених пунктів"[5]
3. ДБН В.2.3-18:2007 "Трамвайні та тролейбусні лінії. Загальні вимоги до проектування"[6]
4. ДБН Б.2.2-5:2011 "Благоустрій території"[7]
5. ГБН В.2.3-37641918-550:2018 Автомобільні дороги. Зупинки маршрутного транспорту. Загальні вимоги проектування[8]
6. ДСТУ 4100:2021 Безпека дорожнього руху. Знаки дорожні. Загальні технічні умови. Правила застосування[9]
7. ДСТУ 2587:2021 Безпека дорожнього руху. Розмітка дорожня. Загальні технічні умови[10]
8. ДСТУ 8906:2019 Планування та проектування велосипедної інфраструктури. Загальні вимоги[11]
9. ДСТУ 8751:2017 Безпека дорожнього руху. Огородження дорожні і напрямні пристрої. Правила використання. Загальні технічні вимоги[12]
10. ДСТУ 4123:2020 Безпека дорожнього руху. Засоби заспокоєння руху. Загальні технічні вимоги[13]
11. ДСТУ 4092-2002 Безпека дорожнього руху. Світлофори дорожні. Загальні технічні вимоги, правила застосовування та вимоги безпеки[14]
12. ДСТУ 3587-97 Безпека дорожнього руху. Автомобільні дороги, вулиці та залізничні переїзди. Вимоги до експлуатаційного стану (рос)[15]
13. ДСТУ 8992:2020 Автомобільні дороги. Настанова з обґрунтування рівнів обслуговування під час експлуатаційного утримання[16]

Крім загальнодержавних будівельних норм та стандартів існують також місцеві вимоги, наприклад у Львові діє рішення виконавчого комітету Львівської міської ради № 812 від 30.08.2019 "Про додаткові вимоги до проектування і виконання робіт під час нового будівництва, реконструкції та капітального ремонту об’єктів вулично-дорожньої мережі та інших елементів благоустрою м. Львова". 